# Aethecerus exilis
Aethecerus exilis là một loài tò vò trong họ Ichneumonidae.